# Paul-Joseph Delcloche
Paul-Joseph Delcloche (Namen, 20 januari 1716 - Luik, 24 mei 1755) was een Zuid-Nederlands schilder en decorateur. Samen met Edmond Plumier, Jean-Baptiste Coclers, Nicolas de Fassin, Léonard Defrance en Pierre-Michel de Lovinfosse behoort hij tot de belangrijkste 18e-eeuwse barok- en rococoschilders in het prinsbisdom Luik.

## Levensbeschrijving
Over het leven van Paul-Joseph Delcloche is weinig bekend. Hij kwam uit een bekende schildersfamilie in Namen. Zijn vader was de schilder Pierre Delcloche en zijn broer Perpète Delcloche. Ook zijn jongere neef Pierre-Michel de Lovinfosse zou schilder worden. Paul-Joseph kreeg zijn opleiding aan de Koninklijke Academie voor Beeldhouw- en Schilderkunst in Parijs, waar zijn oudere broer professor was. Volgens sommige berichten was hij een tijdlang leerling van Nicolas Lancret.
Na zijn opleiding vestigde hij zich te Luik, waar hij een veelgevraagd (portret)schilder werd van prins-bisschop Johan Theodoor van Beieren en de overige Luikse adel. Zo maakte hij een aantal schilderingen voor het Paleis van de Prins-bisschoppen in Luik en gaf de graaf van Horion, Maximiliaan-Hendrik van Horion, hem de opdracht een aantal zalen te decoreren in het kasteel van Colonster, even ten zuiden van Luik.

## Werken

### Zaaldecoraties
- Zaaldecoraties Paleis van de Prins-bisschoppen, Luik (1755)

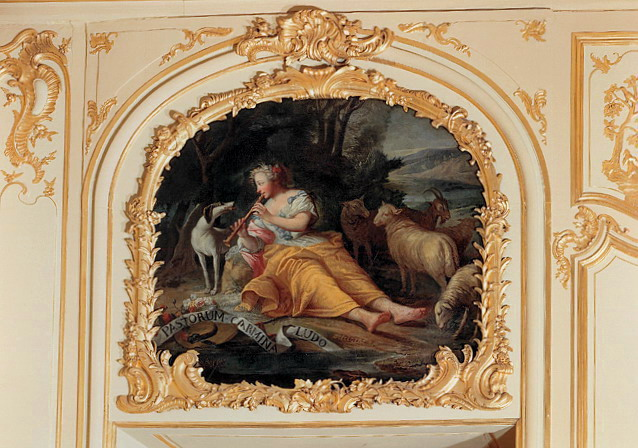
Pastorale poëzie
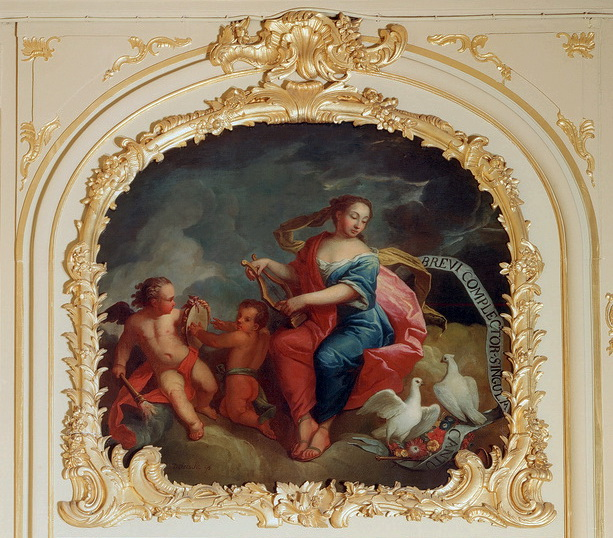
De ode
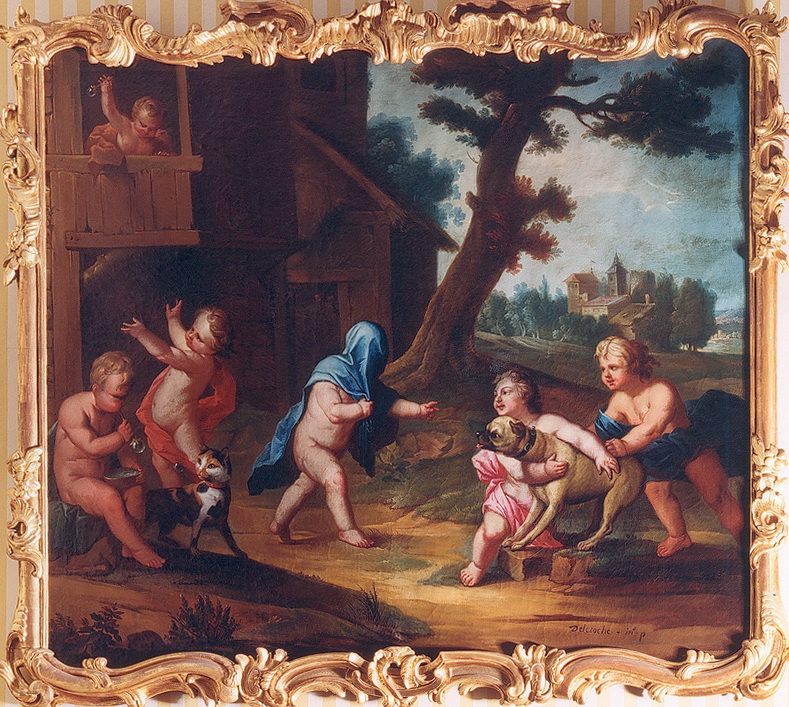
Spelende putti
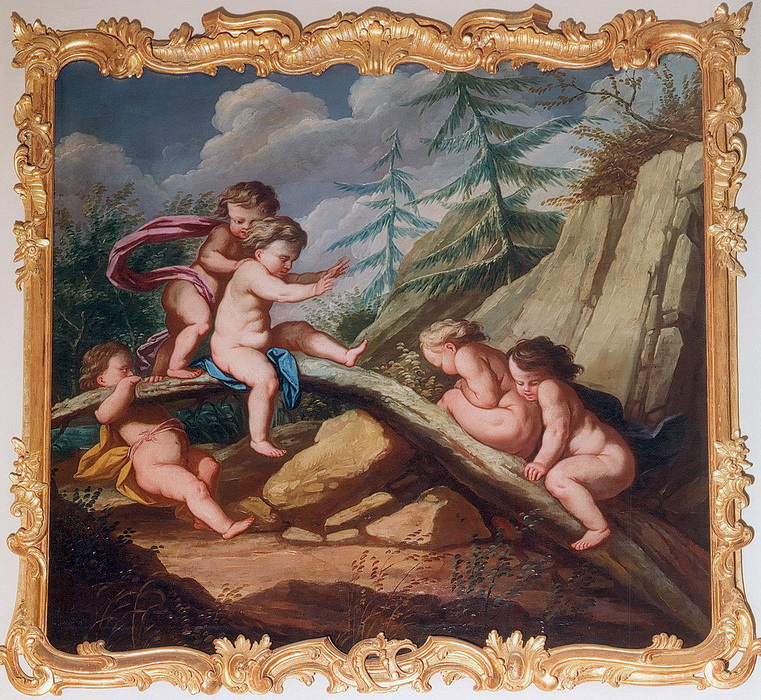
Spelende putti

### Religieuze werken
- Suzanna en de ouderlingen (1740), Museum voor Schone Kunsten, Luik
- Annunciatie (1755), Musée Condé, kasteel van Chantilly
- Dood van de H. Benedictus van Nursia, Sint-Jacobskerk, Luik
- Dood van de H. Scholastica, Sint-Jacobskerk, Luik
- Franciscaner monnik en de aflaat van Portioncule, Grand Curtius, Luik
- Kruisafname, Musée de Groesbeeck de Croix, Namen

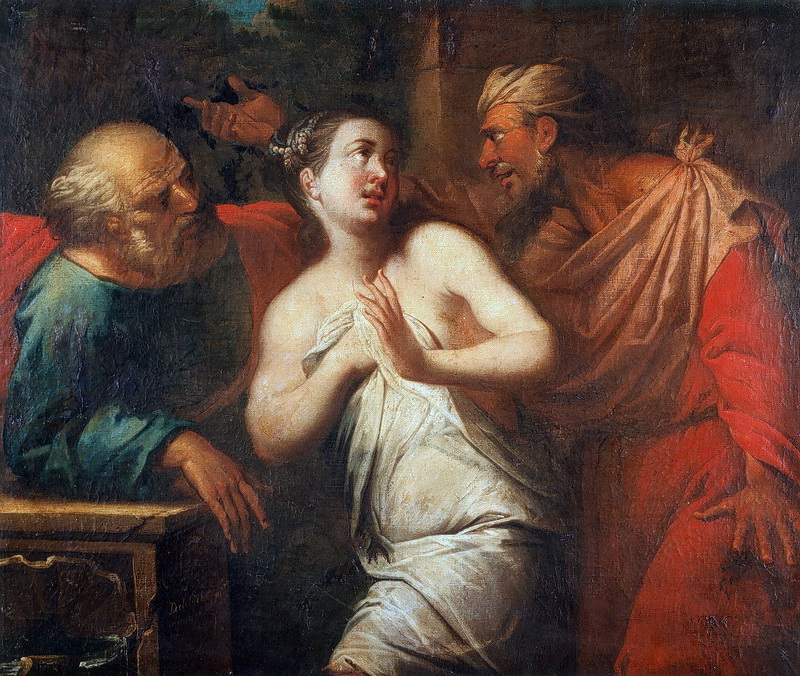
Suzanna en de ouderlingen
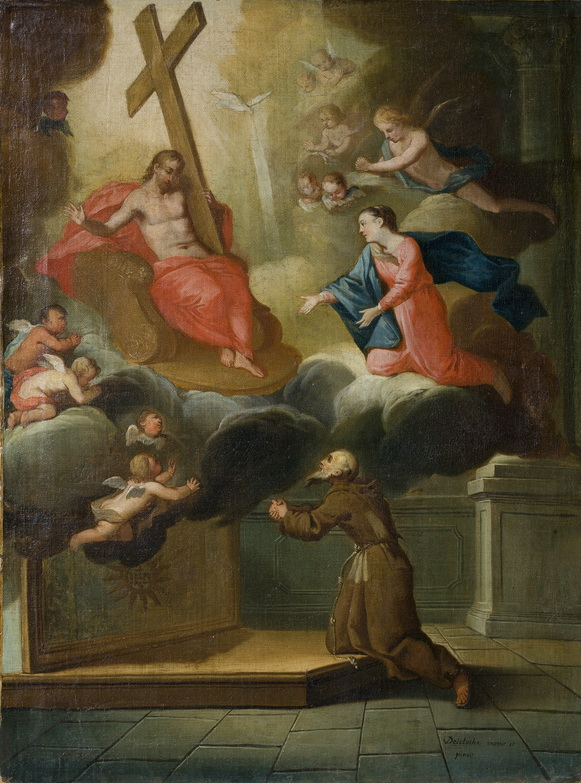
Franciscaan en aflaat van Portioncule
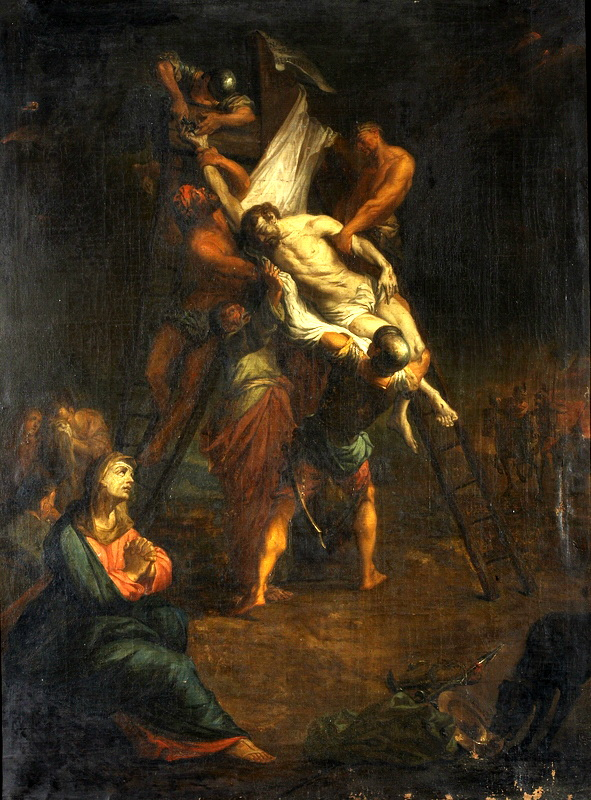
Kruisafname
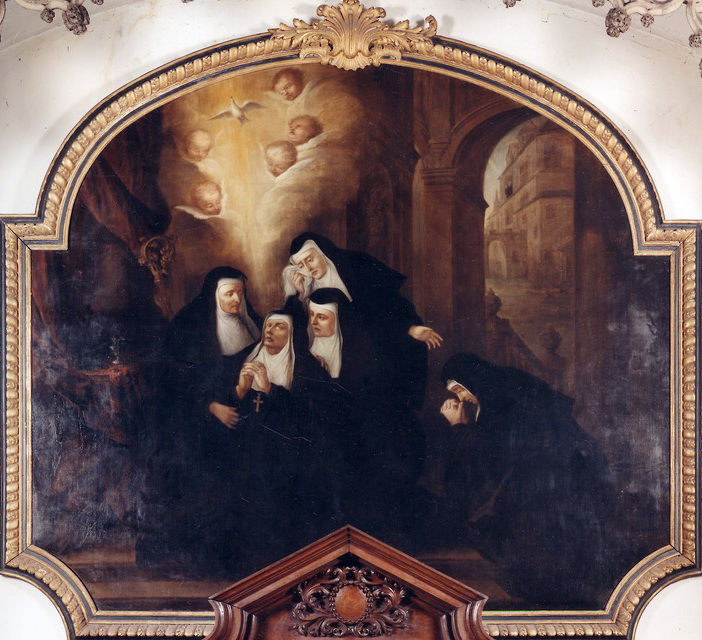
Dood van de H. Scholastica

### Overige werken
- Portret prins-bisschop Johan Theodoor van Beieren (1746)
- Pastorale scene (1744), collectie Universiteit van Luik
- prins-bisschop Johan Theodoor van Beieren tijdens de jacht (1744-'55), Museum voor Schone Kunsten, Luik
- Concert in het zomerpaleis van Seraing (ca. 1755), Château de Cockerill, Seraing
- De familie van de graaf de Horion, burgemeester van Luik, Museum voor Schone Kunsten, Luik
- Groepsportret van familie De Horion rondom een tafel (waarschijnlijk) (1749), Grand Curtius, Luik
- Nachttafereel met vrouwen en een bootje, collectie Universiteit van Luik
- De koffiedrinkers, collectie Universiteit van Luik
- De tric-tracspelers, collectie Universiteit van Luik

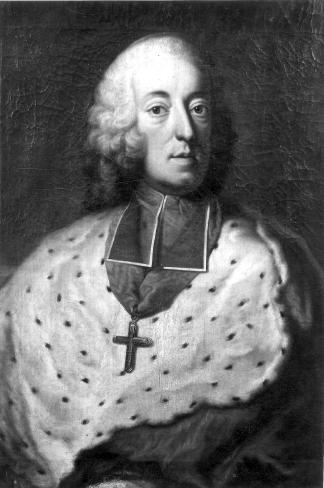
Portret Johan Theodoor van Beieren
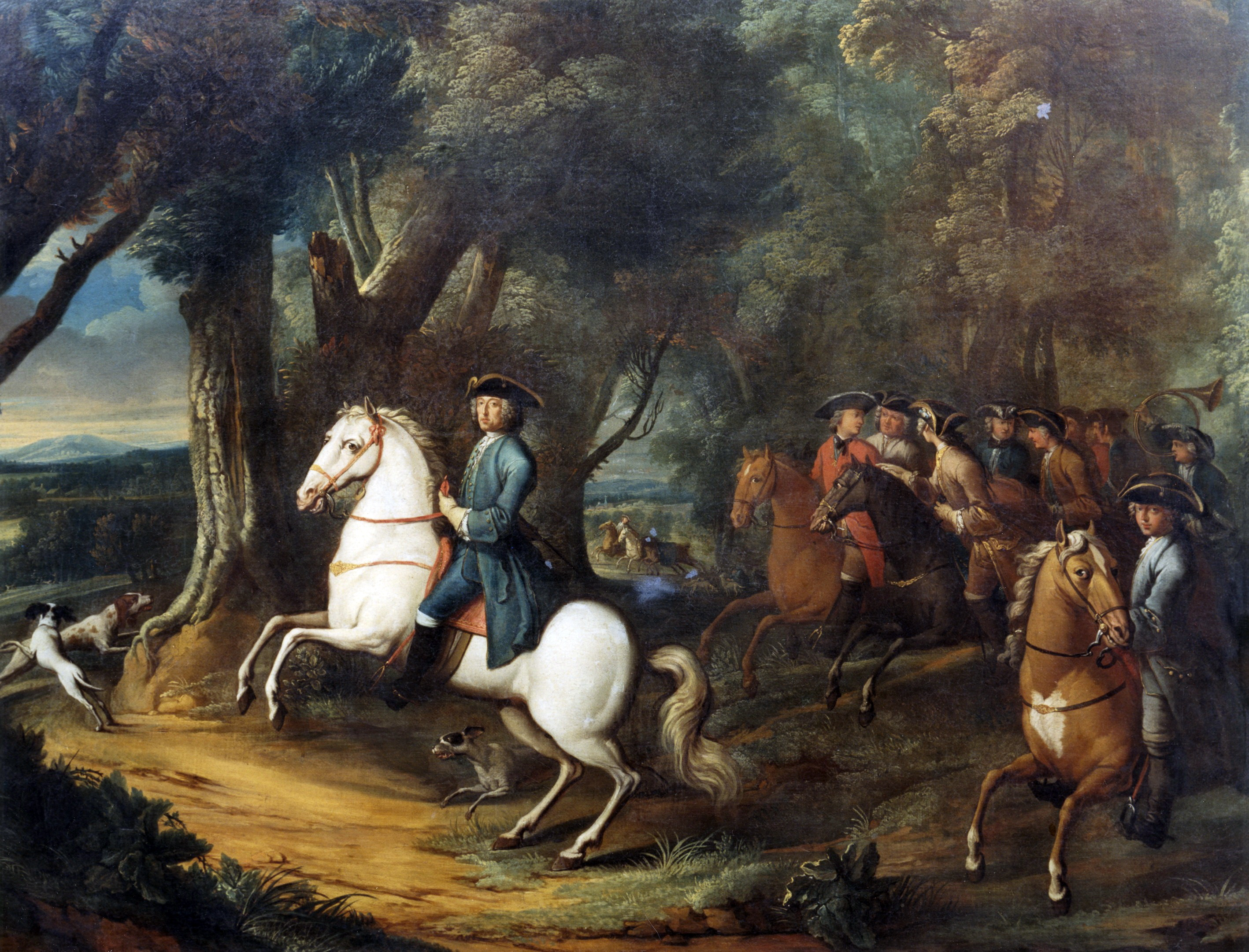
Prinsbisschoppelijke jacht
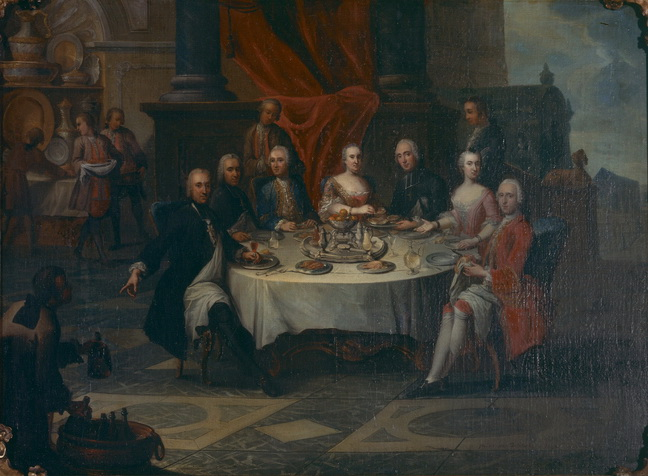
De familie De Horion aan tafel
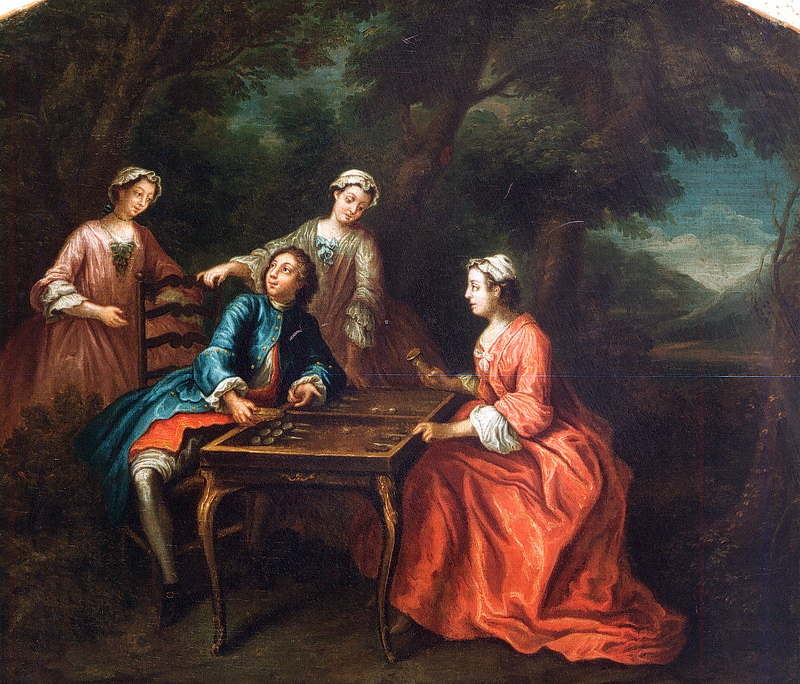
De tric-tracspelers